# 2-甲基-1,4-萘二胺
2-甲基-1,4-萘二胺是一种有机化合物，化学式为C11H12N2，最初于1925年被合成。它可以2-甲基-1,4-萘醌或4-(4-磺酸基苯基重氮基)-1-氨基-2-甲基萘为原料反应制得。它可以形成双盐酸盐，这种盐被研究人员称作“维生素K6”。